# Paul Barge
Paul Barge (* 11. September 1941 in Ferryville, Tunesien) ist ein französischer Schauspieler.

## Leben
Nach einigen TV-Rollen und einer Nebenrolle als junger Polizist in Tony Richardsons Mademoiselle (1966) spielte er 1968 die zentrale Hauptrolle des Edmond Dantès in der Dumas-Adaptation Der Rächer aus dem Sarg an der Seite von Stars wie Claude Jade, Anny Duperey, Pierre Brasseur und Michel Auclair. Seine Filmkarriere setzt sich fort mit dem Bildhauer Paul in Die Einladung (mit Joanna Shimkus, Michel Piccoli und Jacques Perrin). Es folgen Theaterverfilmungen und Literaturadaptationen wie Shakespeares Wie es euch gefällt (mit Jean-Pierre Aumont) oder Niccolò Machiavellis La Mandragore (wieder mit Claude Jade). Im Fernsehen erringt er mit der Serie Julia von Mogador 1973 erneut Popularität und spielt neben Brigitte Fossey die männliche Hauptrolle des Numa in der dritten Generation der Familiensaga. In den 1970er Jahren mit Isabelle Huppert in Plaies et bosses, in den 1980er Jahren in kommerzieller Ware wie Édouard Molinaros Pour 100 briques t'as plus rien... (mit Daniel Auteuil) und in historischen Dramen wie L'Affaire Caillaux (mit Brigitte Fossey), ist er von 1998 bis 2000 an der Seite seiner mehrfachen Partnerin Claude Jade Hauptdarsteller der Serie Cap des Pins.

## Filmografie (Auswahl)
- 1966: Das Geheimnis der weißen Masken (Les Compagnons de Jéhu) (Fernsehserie)
- 1966: Mademoiselle
- 1968: Der Rächer aus dem Sarg (Sous le signe de Monte Cristo)
- 1969: Die Eingeladene (L'invitée)
- 1970: Der Würger mit dem weißen Schal (L'étrangleur)
- 1972: La Mandragore
- 1973: Julia von Mogador (Les gens de Mogador, Fernsehserie, 4 Folgen)
- 1982: Du kannst mich mal (Pour cent briques t'as plus rien)
- 1987–1995: Die Fälle des Monsieur Cabrol (Les cinq dernières minutes, Fernsehserie, 3 Folgen)
- 1990: Das scharlachrote Billard (Le billard écarlate)
- 1994: Zielgerade (Dernier stade)
- 1995: Models in Paradise
- 1996: Kommissar Navarro (Navarro, Fernsehserie, 1 Folge)
- 1996: Sapho
- 1998–2000: Cap des Pins (Fernsehserie, 29 Folgen)
- 2006: Kommissar Moulin (Commissaire Moulin, Fernsehserie, 1 Folge)
- 2009: Profiling Paris (Profilage, Fernsehserie, 1 Folge)
- 2013, 2014: Plus belle la vie (Fernsehserie, 20 Folgen)